# Jack G. Marinovitch
Jack G. Marinovitch est un groupe de musique indie/chanson/pop/rock formé en 2001 à Montréal.

## Biographie
La formation est née en 2001 à Montréal par trois exilés, un Gaspésien, une Rimouskoise et un Sept-ilien. L'un aimant la chanson française, l'une le rock et l'autre le métal. Un mélange qui donne une musique aux textes peu banals sur des airs très mélodiques.
Après un album démo en 2002, le premier album officiel voit le jour en 2003 sous le nom de Cactus cola canapé, distribué par Local Distribution (SOPREF). Puis après une longue élaboration, en 2007, un album plus mûr est lancé, Jack-o-rama.

## Les membres
- Jérôme Arsenault : Guitare, voix, discours maladroits, composition
- Marie-Anne Arsenault : Basse, voix, mélodica, glokenspiel
- Luc Catellier : Batterie, trompette, voix et "percussions"

Depuis la sortie du dernier album Jack-o-rama, un nouveau membre se greffe sporadiquement à la formation, Dimitri Lebel-Alexandre, guitariste.

## Discographie
Jack-o-rama (2007)
1. En dessous
2. Vélo volé
3. Filou muette
4. Je me lance
5. La fin des humains
6. Le roi des criquets
7. Don’t fuck (with the puck)
8. Retour de vacances
9. La mer
10. Parachute
11. Toi l’imbécile
12. Joujou
13. Tango
14. De la musique

Joujou (2005)
1. Joujou

Cactus Cola Canapé (2003)
1. Ça
2. Méchoui
3. Série B
4. Barbie police
5. Objectif primate
6. La vie après le fourneau
7. La poule à Colin
8. Brigitte
9. Hold-up
10. Funny phobie
11. Minou montre son cul

Boulons et autres pièces (démo 2002)
1. Don’t fuck with the puck
2. Ça
3. La soupe aux cartouches
4. Le tango
5. Hold-up
6. Chanson sans anchois

## Liens
- Site officiel